# Aircrew Survival Egress Knife
Aircrew Survival Egress Knife чи скорочено ASEK — ніж виживання для авіаційних екіпажів армії США, поступив на озброєння у 2003 році. Модель розроблена і виготовлялась компанією Ontario Knife Company. До кінця 2010 року, близько 12 000 з ножів були видані солдатам.
ASEK був розроблений для заміни попередньої моделі ножа виживання, яка була в експлуатації американської армії, з часів війни у В'єтнамі. Для цієї моделі ставився ряд дуже конкретних основних вимог, які включали можливість перепиляти алюмінієве покриття літака, чи пробити акрилове скло. У випадку аварії, ніж повинен допомогти екіпажу безпечно покинути літак, наприклад для обрізання ременів безпеки, чи інших обмежень. ASEK також може бути використаний як інструмент для будівництва укриття чи приготування їжі, зброя для ближнього бою, а коли прикріплений до палиці, як спис.

## Характеристики
Характеристики ASEK із вебсайту виробника.
- Загальна довжина: 26 см
- Загальна вага: 0.527 кг
- Довжина леза: 12.6 см
- Товщина леза: 4.7 мм
- Матеріал леза: 1095 Вуглецева сталь
- Обробка леза: Ортофосфат цинку
- Колір леза: Чорний
- Колір рукояті: Чорний
- Додатково: Ножні, різак
- Країна виробник: США

## Використання у війнах
Деякі американські солдати в Іраку та Афганістані використовували ніж ASEK в бою, а також для розрізання парашутів, листового металу і електричних кабелів.